# Alfombra de Arraiolos
Las alfombras de Arraiolos son tapetes bordados con lana sobre una tela de yute o algodón. Se elaboran en la localidad de Arraiolos en Portugal y son una de las industrias artesanales más típicas de la comarca. La técnica de elaboración de estas alfombras data de finales del siglo XV.

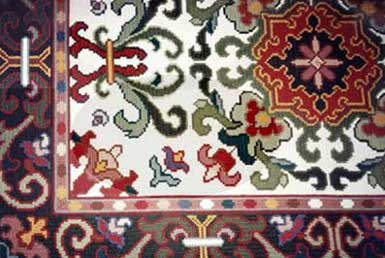
Detalle de una esquina de una alfombra de Arraiolos